# Аго Видало
Аго Видало (фр. Agos-Vidalos) насеље је и општина у јужној Француској у региону Миди Пирене, у департману Горњи Пиринеји која припада префектури Аржеле Газо.
По подацима из 2011. године у општини је живело 396 становника, а густина насељености је износила 64,81 становника/km². Општина се простире на површини од 6,11 km². Налази се на средњој надморској висини од 415 метара (максималној 1.360 m, а минималној 391 m).

## Демографија
| 1962. | 1968. | 1975. | 1982. | 1990. | 1999. | 2011. |
| ----- | ----- | ----- | ----- | ----- | ----- | ----- |
| 256   | 265   | 285   | 272   | 270   | 290   | 396   |

График промене броја становника у току последњих година